# Hidra (luna)
Hidra je naravni satelit pritlikavega planeta Pluton. Priznan je bil 22. junija 2006.